# Kvarnar på Gotland

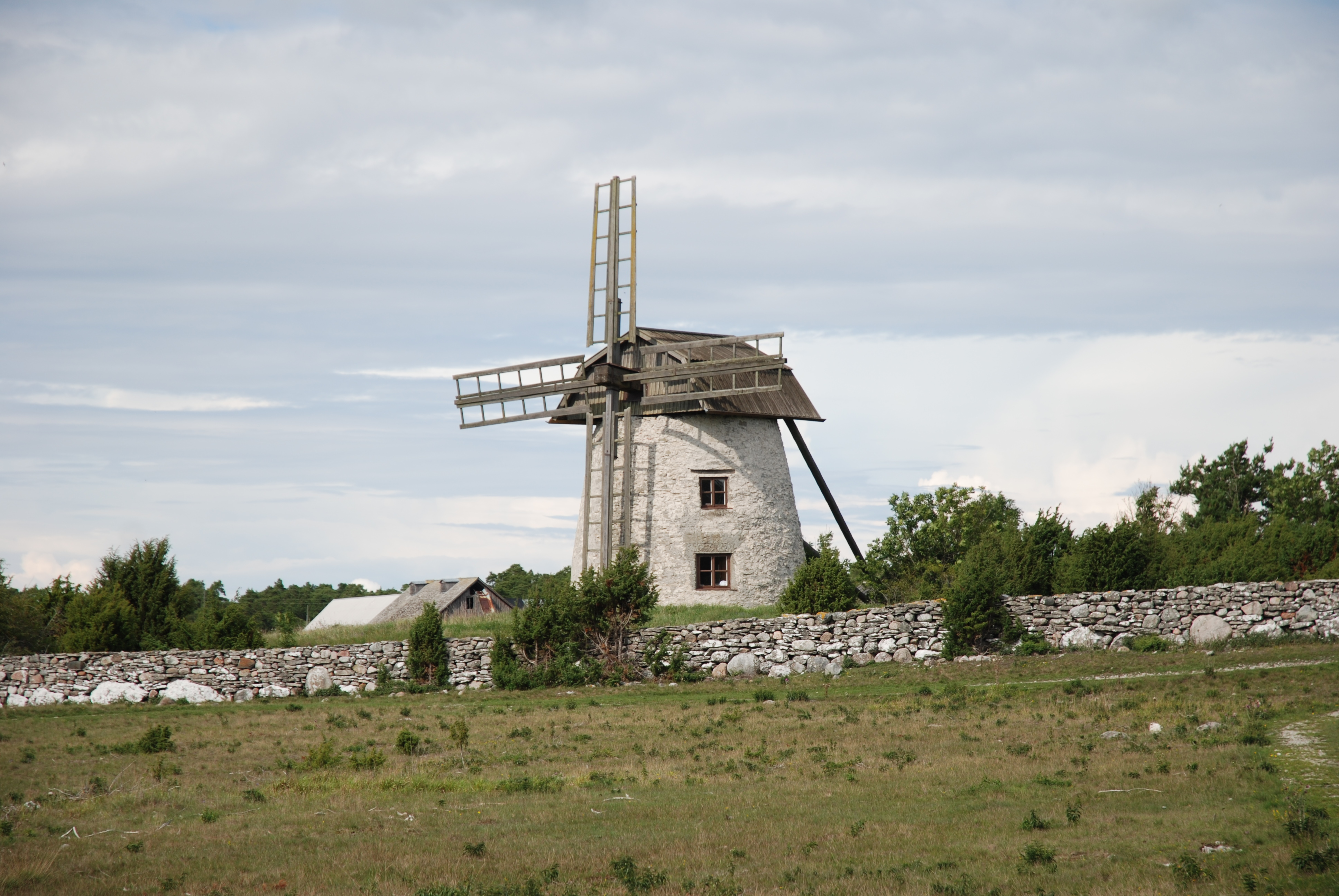
Kvarnen i Dämba, Fårö

Kvarnar på Gotland omtalas första gången 1499, då vattenkvarnen Kärne i Burs socken såldes till Burs kyrka. Troligen har dock kvarnar funnit på ön tidigare.
Några väderkvarnar omtalas inte i de medeltida dokumenten, men gården Möllbos i Halla socken tillhörde som under medeltiden Roma kloster antyder att där legat en mölla eller kvarn. Något vattenkvarnsläge finns inte i anslutning till gården. Vattenkvarnen vid Kopparsvik är känd åtminstone sedan början av 1500-talet.
I samband med skattläggningen 1653 då kvarnarna på Gotland första gången förtecknas fanns då 99 vattenkvarnar och 35 väderkvarnar på ön. 1697 års kvarnkommission registrerade 161 vattenkvarnar och 64 väderkvarnar på ön. Vattenkvarnarna var mestadels små. Endast sex kvarnar, Överstekvarn i Lummelunda socken, Ars kvarn i Fleringe socken, Furbjärs kvarn i Tingstäde socken och de tre kvarnarna vid Kopparsvik, hade tillräckligt med vatten för att kunna drivas året om. De mindre kvarnarna torde till stor del ha varit skvaltkvarnar. På Gotland blev dock tidigt en mycket stor andel av kvarnarna varit överfallskvarnar, även de små. Theodor Erlandsson skriver i Gotländska kulturbilder (1947) att skvaltkvarnar tidigare funnit här och var på ön "...men någon sådan finns inte lägre på hela Gotland och har med säkerhet inte funnits på bortåt 200 år".
Väderkvarnarna, som främst låg på södra Gotland där det saknades bra kvarnströmmar och på Fårö var genomgående stubbkvarnar. Mot slutet av 1700-talet började dock hättekvarnar att uppföras, ofta med ett kvarnhus i sten. Någon källmaterial för öns samlade kvarnbestånd under 1700-talet. Från 1781 finns dock en kvarninventering för södra Gotland, som visar att här då fanns 126 väderkvarnar och 116 vattenkvarnar. Skillnaden mot 1697 innebär en liten uppgång i antalet vattenkvarnar och en betydligt större av antalet väderkvarnar, totalt en fördubbling av kvarnbeståndet. Troligen har situationen varit snarlik även på norra halvan av ön.
En ny kvarskattläggning genomfördes 1807. Då fanns 228 vattenkvarnar och 329 väderkvarnar på Gotland. 1824 medgav myndighetern skattefrihet för vissa husbehovskvarnar och 1835 släppets synestvånget för kvarnarna helt, och kvarnar kunde byggas och rivas helt utan att redovisas för myndigheterna. Möjligen kan kvarnbyggandet då ha ökat, men kom snart nog att minska. Omkring 1850 kom utdikningen av Gotlands sjöar och myrar igång vilket gjorde många vattenkvarnsplatser obrukbara. På 1850-talet började man anlägga de första ångkvarnarna på ön, 1860 fanns här sju ångkvarnar, och de fortsatte att öka. Samtidigt började man att bygga allt större väderkvarnar, holländare med tvärställt vindhjul för automatisk inställning av vindriktningen och vingar försedda med reglerbara träribbor för att kunna reglera vindfånget utan behöva stanna kvarnen. Bland de mera kända av dessa var Bingers kvarn uppförd 1854 och Högan uppförd 1869, båda i Visby. På Sudret fortsatte man dock att uppföra nya stubbkvarnar fram till slutet av 1800-talet.

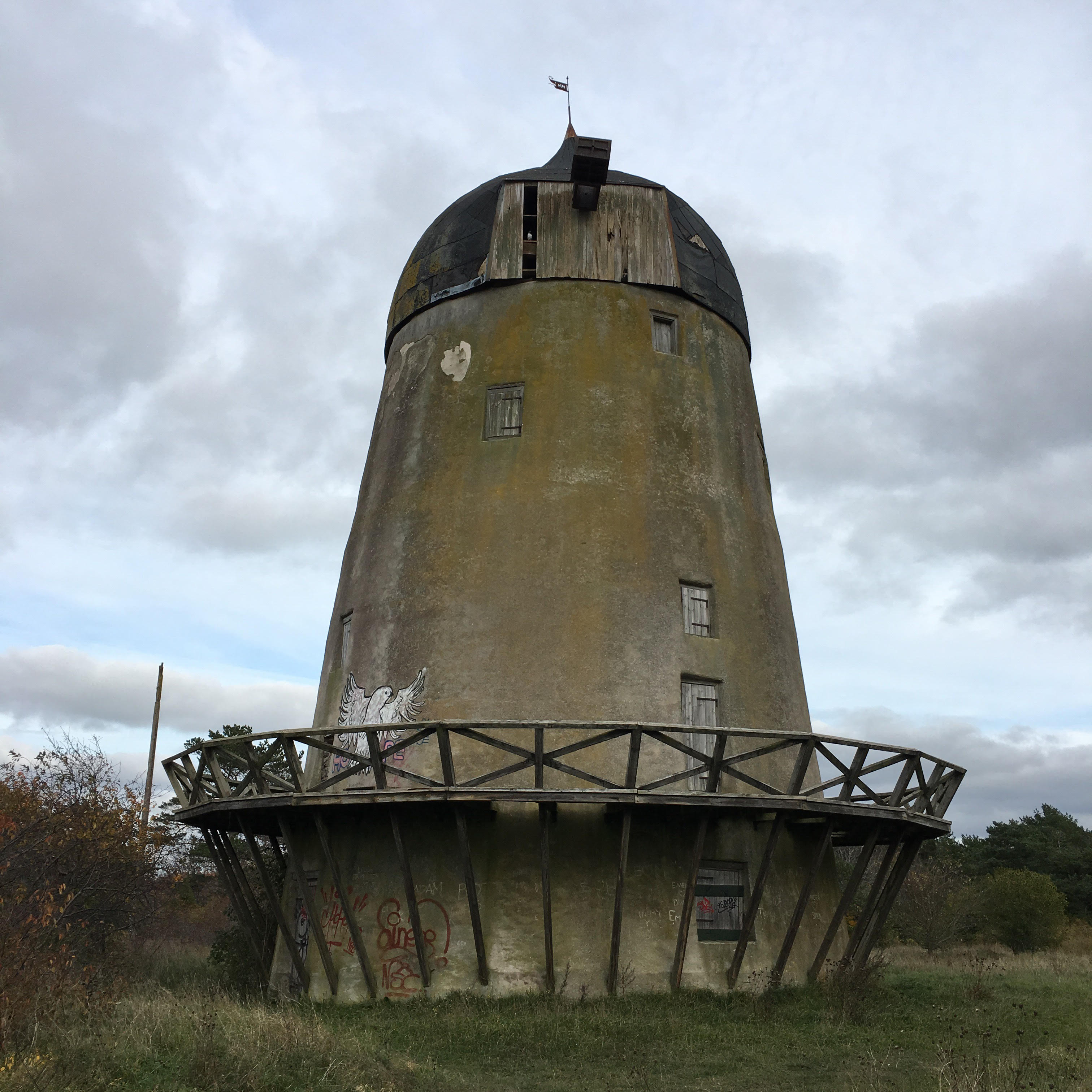
Plågan i Visby

De fyra väderkvarnarna Högan, Lågan, Käringen och Plågan har från slutet av 1800-talet och fram till slutet av 1900-talet varit karaktäristiska för Visbyvyn från söder. Högan, som senare byggdes om till diskotek förstördes dock av en brand lucianatten 1976. Idag finns endast Lågan, Käringen och Plågan kvar.
Generalstabskartan 1888 visar att det då fanns 75 vattenkvarnar och 447 väderkvarnar på Gotland, vilket är en liten minskning av totalen, men en liten ökning av antalet väderkvarnar. Ännu så sent som 1918 uppfördes en stor holländare i Havdhem, men under mellankrigstiden ersattes allt fler väderkvarnar av kvarnar med råolje-, diesel- eller elmotorer. 1940 upptar boken Svenska kvarnar 35 gotländska kvarnar, av dessa var endast en vinddriven och ingen vattendriven. En vattenkvarn finns dock ännu kvar, hjulkvarnen vid Norrbys i Väte socken, som är en av de få kvarvarande vattenkvarnarna i Norden för husbehovsmalning som fortfarande är i drift. Under andra världskriget medförde bränslebristen att en del av de då ännu funktionsdugliga väderkvarnarna togs i drift, men därefter upphörde snart bruket och allt fler kvarnar fick förfalla.
Under 1950-talet byggdes omkring 35 väderkvarnar på Gotland om till sommarstugor. I hembygdskretsar väckte detta mycket hett blod. Redan 1945 hade Gotlands hembygdsförbund tagit initiativet till en inventering av kvarnbeståndet för att kunna bevara värdefulla väderkvarnar och började även skjuta till pengar för kvarnrestaureringar. En kvarninventering genomfördes 1971-72 och då dokumenterades 100 stubbkvarnar och 155 hättekvarnar på ön, del flesta var dock i mycket förfallet skick, endast ett femtontal stolpkvarnar och omkring 30 stolpkvarnar var i gott skick.